# Milica Bezarević
Milica Bezarević (Prijepolje, 27 dicembre 1991) è una pallavolista serba.
Gioca nel ruolo di schiacciatrice nel Balıkesir BB.

## Carriera
La carriera di Milica Bezarević inizia nel 2002 nelle giovanili del Putevi. Nella stagione 2008-09 viene ingaggiata dal Ženski odbojkaški klub Dinamo Pančevo 1973, militante nella Superliga serba: resta legata al club per cinque annate; nel 2013 ottiene le prime convocazioni nella nazionale serba.
Nella stagione 2013-14 si trasferisce in Italia per vestire la maglia del Forlì, in Serie A1. Nell'annata successiva resta nello stesso paese ma in Serie A2, giocando per la Trentino Rosa di Trento. Milita nella stessa categoria anche per la stagione 2015-16 ma con la Pro Victoria, club con il quale ottiene la promozione in Serie A1, divisione dove milita nella stagione seguente con la stessa squadra.
Per il campionato 2017-18 si accasa al Balıkesir BB, nella Voleybol 1. Ligi turca.